# Trolleybus de Bratislava

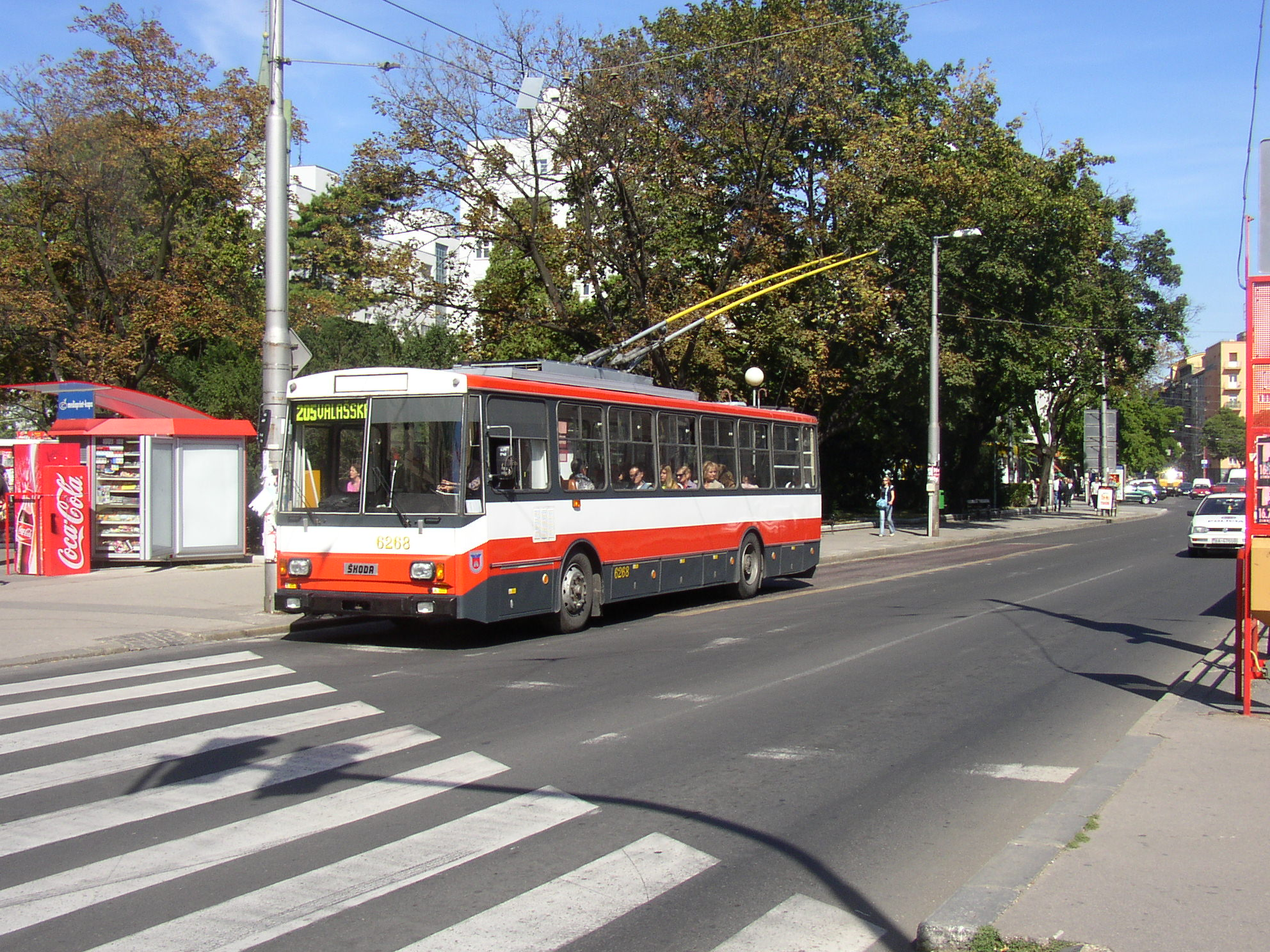
Škoda 14 Tr

Le réseau de Trolleybus de Bratislava a transporté ses premiers passagers le 31 juillet 1941 et est toujours en activité.

## Histoire
Un premier système de trolleybus fut mis en place en 1909 mais fut abandonné en 1915 pour des raisons financières et techniques.

## Réseau actuel

### Aperçu général
Le réseau comporte 12 lignes.
| No de ligne | Directions                         |
| ----------- | ---------------------------------- |
| 33          | Dlhé diely – Riviéra               |
| 40          | Hlavná stanica – Nové SND          |
| 42          | Červený most – Cintorín Vrakuňa    |
| 44          | Koliba – Hlavná stanica            |
| 45          | Kramáre – Červený most             |
| 47          | Červený most – Zimný štadión       |
| 49          | Kramáre – Mliekarenská             |
| 60          | Trnávka – Rajská                   |
| 61          | Hlavná stanica – Letisko / Airport |
| 64          | Valašská – Rádiová                 |
| 71          | Dolné hony – Hlavná stanica        |
| 72          | Dolné hony – Rajská                |

### Matériel roulant
| Image | Constructeur  | Modèle                  | Année de livraison | Nombre | Numérotation             |
| ----- | ------------- | ----------------------- | ------------------ | ------ | ------------------------ |
|       | Škoda         | Škoda 14Tr              | 1981–1991          | 115    | 61–78,6219–6315          |
|       | Škoda         | Škoda-Sanos S 200Tr     | 1984–1985          | 20     | 6501–6520                |
|       | Škoda         | Škoda 15Tr              | 1989–1992          | 16     | 6521,6601–6606,6608–6616 |
|       | Škoda         | Škoda 21Tr              | 2003               | 1      | 6401                     |
|       | Škoda         | Škoda 15TrM             | 1997-2002          | 25     | 6617, 6617–6640          |
|       | Škoda/Irisbus | Škoda 25Tr              | 2006               | 6      | 6701–6706                |
|       | Škoda/SOR     | Škoda 30Tr Škoda 30TrDG | 2013–2015          | 50     | 6001–6035 6101–6115      |
|       | Škoda/SOR     | Škoda 31Tr              | 2013–2015          | 70     | 6801–6870                |
|       | Škoda/Solaris | Škoda-Solaris 24m       | 2023               | 16     | 6901–6916                |
|       | Škoda/Solaris | Škoda 27Tr              | 2023               | 23     | 6711–6733                |
|       | SOR           | SOR TNS 12              | 2023               | 11     | 6121–6131                |